# 刘岩 (科学家)

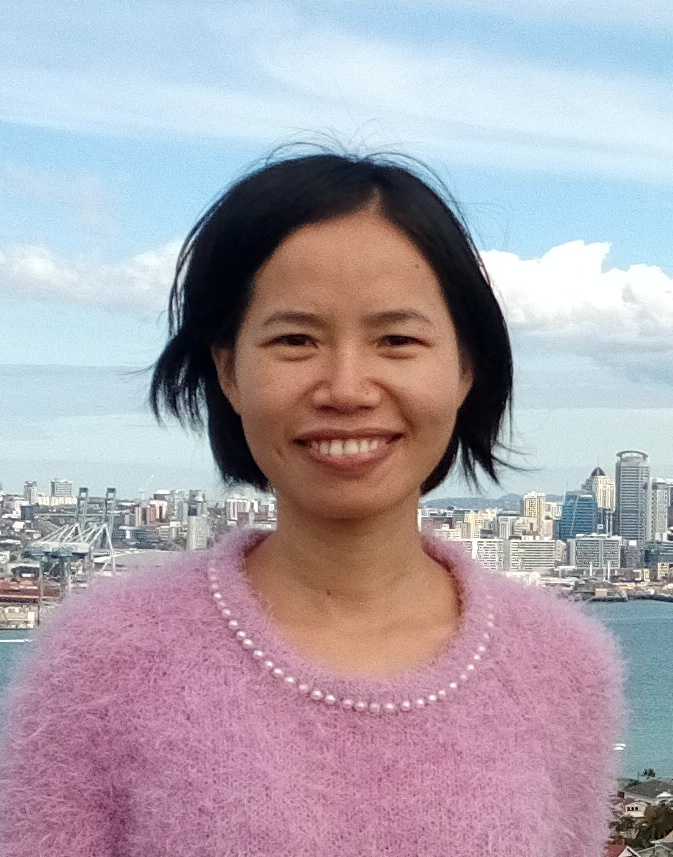
刘岩

刘岩，中国南极研究科学家，北京师范大学全球变化与地球系统科学研究院（GCESS）以及北京师范大学极地研究中心地理副教授，主要研究方向为冰山崩解。

## 生平
刘岩于2003在武汉大学以优秀毕业生身份获得摄影测量与遥感专业学士，于2006在中国科学院遥感应用研究所获得地图学与地理信息系统专业硕士，并于2013年在北京师范大学获得全球环境变化专业博士 。 她于2013至2015年间在GCESS开展博士后研究，并在2014负责承担中国国家自然基金委（NSFC）项目：南极冰架物质平衡及变化。

## 学术成就及影响
在担任三年的遥感技术应用工程师之后，刘岩于2009年开始其对南极的科学研究。她的主要研究领域包括南极冰架崩解及其对气候变化的响应。 她对冰架动力学的研究应用结合了包括卫星雷达和测高在内的遥感数据。她的主要学术成就在于对南极冰架物质流失特别是冰山崩解和底部融化的研究，曾在中国国家南北极数据中心发表了南极冰山崩解数据库。
刘岩是北京师范大学陈晓教授极地遥感研究组的核心成员。该组的遥感数据对全南极洲地表覆盖图的绘制做出极大的贡献， 并为自2011年以来的南极科考中使用的破冰船“雪龙”号的导航提供了监控和支持， 助力“雪龙”号在2014年1月南极成功脱困 。
刘岩使用卫星图像对全南极海岸线1平方公里以上的冰山的崩解以及冰架的健康状况做出了测量。她的研究发现，虽然其中许多小型冰架在萎缩但一些大型冰架还在增长。经历着由底部融化引起的变薄的南极冰架拥有高冰山崩解速率，表明南极冰架对海洋的强迫作用的敏感度超出以前研究的估计。